# Tebing Tingi

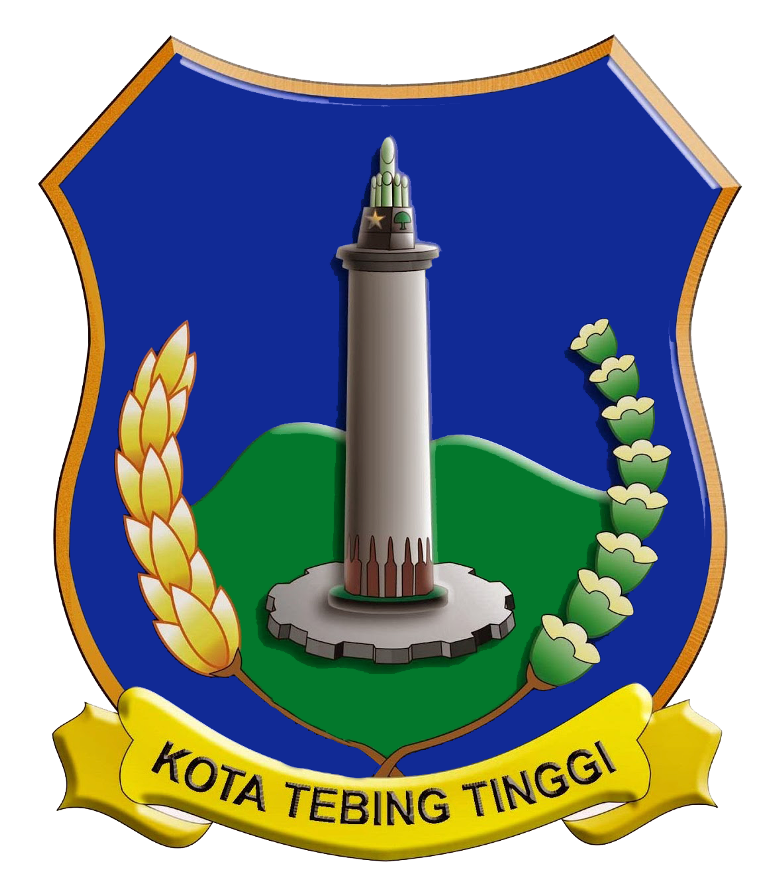

Tebing Tinggi Deli ou mais comumente simplesmente Tebing Tinggi (Jawi: تبيڠ تيڠڬي) é uma cidade perto da costa leste do norte de Sumatra, Indonésia . Tem uma área de 38,44 km 2 e uma população no Censo de 2010 de 145.180, que cresceu para 172.838 no Censo de 2020; a estimativa oficial em meados de 2022 era de 177.785. Tebing Tinggi é um enclave dentro da regência de Serdang Bedagai, que o cerca por todos os lados e contém um kecamatan (distrito) que faz fronteira com a cidade, também chamada de Tebing Tinggi.

## Geografia
De acordo com a Agência de Informação e Comunicação de Dados do Norte de Sumatra, Tebing Tinggi é um dos 33 distritos/municípios do norte de Sumatra, localizados a cerca de 80 km de Medan (capital da Província de Sumatra do Norte) e está localizado em um cruzamento da Rodovia Trans-Sumatra, conectando a Rodovia da Costa Leste; Tanjungbalai, Rantau Prapat e Rodovia Central de Sumatra; Pematangsiantar, Parapat e Balige .